# 吳漢 (漢朝)
吳漢（前1世紀—44年6月18日），字子顔，南陽宛人。东汉初年軍事人物。他协助汉光武帝征召幽州军队，击败檀鄉賊、鄴西山賊等诸多民變勢力并先后扫灭朱鮪、刘永、董憲、公孙述等割据势力，最终一统天下，位列“雲台二十八将”第二位。

## 生平

### 亡命渔阳
早年家貧，出仕本县（荊州南陽郡宛县）亭長，因賓客犯法而脱户籍，与彭寵共逃漁陽。当時，彭寵在洛陽王莽属下的王邑軍中，听说弟弟加入漢軍，恐怕被問罪，所以就和吴漢逃到父亲以前当过太守的漁陽，以贩马自业，往来于燕、蓟间，所至交结当地豪杰。
更始元年（23年），更始帝使者謁者韩鸿听说彭寵、吴漢都为鄉閭故人又听到别人对吴汉的推荐，于是任命彭寵为偏将军、行漁陽太守事，吴漢为安乐令。

### 归附刘秀
更始元年（公元23年），更始帝派行大司馬劉秀安抚河北，同时王郎诈称刘氏子孙而起兵邯鄲，吴漢听说刘秀是长者，于是劝说彭宠归附刘秀，彭宠深以为然，但众官署都想归附王郎。此时正好有儒生传来王郎伪造身份与郡县归附刘秀的消息，于是吴汉捏造劉秀檄文，称王郎为偽，使得漁陽太守彭寵和属官相信此事。
当时上谷太守耿況也想归附刘秀并派遣寇恂来与彭宠联合，于是彭寵發三千步騎，以吴汉為行長史与同郡蓋延、王梁，南攻薊，殺王郎大將趙閎。
寇恂還后，與上谷郡将景丹、寇恂、耿弇率上谷軍與漁陽軍會合，率领渔阳、上谷突骑与步兵南下，共撃王郎軍，斬首三萬級，平定涿郡、中山、巨鹿、清河、河間共二十二縣。更始二年（公元24年），部队在广阿与劉秀軍合流，刘秀任命吴漢任偏将軍。随劉秀攻克王郎的邯鄲後，被封为建策侯。
吴汉为人质厚少文，不能以言辞达意，邓禹和诸位将领多知这一点，于是多次推荐。等到召见后，就受到了刘秀的亲近，常在刘秀门下。

### 無終奪軍

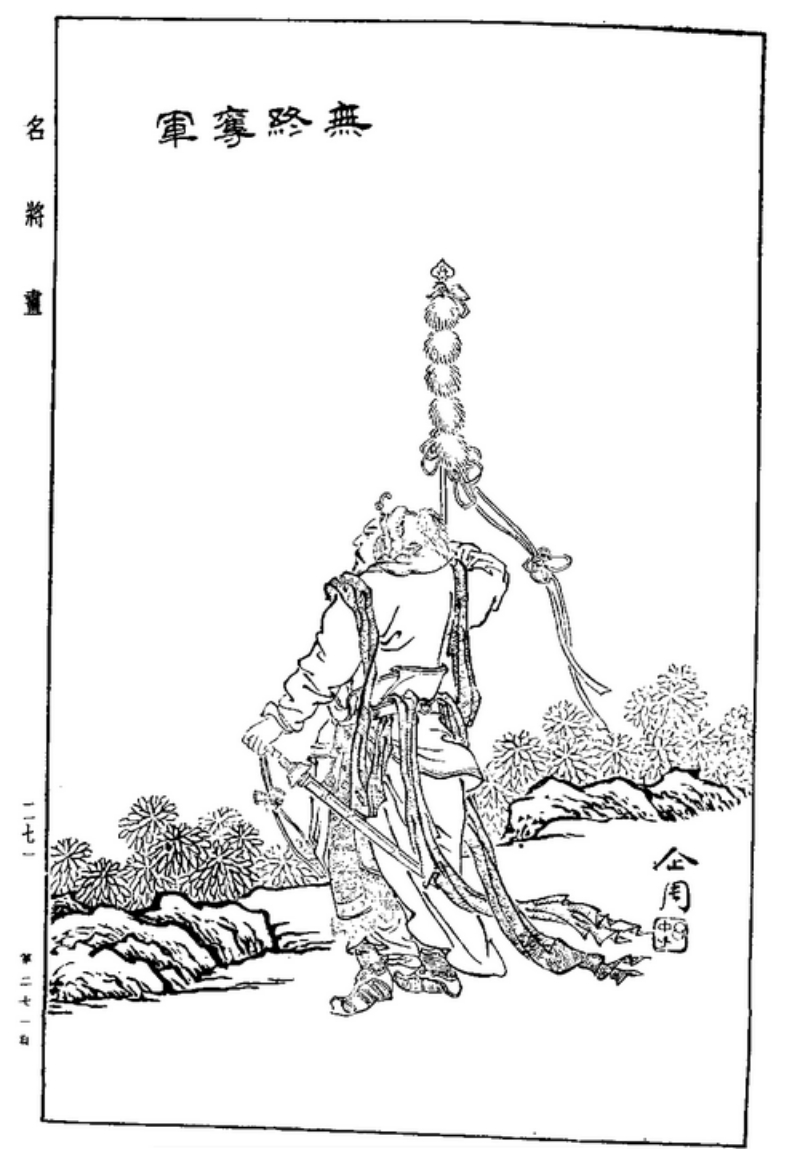
吳漢無終奪軍

當時銅馬、大彤、高湖、重連、鐵脛、大槍、尤來、上江、青犢、五校、五幡、五樓、富平、獲索等部達數百萬人，四處劫掠，劉秀想要征调幽州兵征討，于是连夜召见鄧禹，询问合适的人选，鄧禹就称吴漢勇猛知謀，为众将所不及。在鄧禹推荐下，刘秀任命吴汉为大将軍，與同拜大將軍的耿弇持节北上征调十郡突骑。
更始帝的幽州牧苗曾暗中治军，下令众郡不许听吴汉调遣。吴汉便率二十骑兵赶往無終，在苗曾出城迎接时趁其不备指挥骑兵将之斩杀，夺其军队，使得各城邑望风归附。于是征调各地兵马，南下在清阳与刘秀会和，上交军队花名册。衆將起先以为其不会将分兵与人，待到吳漢上交花名册之后，衆將又多来请求部队，结果遭到了刘秀的讽刺，众将感到十分惭愧。

### 佐定河北
刘秀对更始尚書令謝躬感到不满，于是趁其外出击贼时，令吴汉与岑彭袭击邺城。吴汉派出辩士劝说留守的魏郡太守陈康投降，陈康于是派兵抓逮捕了謝躬的妻子儿女和其大将军劉慶。謝躬从隆虑作战失败归来时，并不知陈康已经归降，于是仅率几百骑兵入城，结果被吴汉所擒拿，并被其亲手击杀。
建武元年（公元25年），刘秀北上攻打众賊兵，吴漢常常率领突騎五千為先鋒，多次先登陷城。一次刘秀与贼寇在顺水北作战，刘秀乘胜轻率追击，不料反被击败，一时生死未卜，诸将都无所适从，吴汉于是鼓舞道：“各位努力，萧王劉秀的兄长的儿子在南阳，何必担心没有主公呢？”军中恐惧持续了几天才平定下来。贼寇逃进渔阳后，刘秀派遣吳漢率耿弇、陳俊、馬武、景丹、蓋延、朱祜、邳彤、耿純、劉植、岑彭、祭遵、堅鐔、王霸等十二將軍追击贼寇于潞東，到了平谷，大破敌军，於是窮追敵軍至右北平無終、土垠之間，到俊靡而回，其餘賊軍散入遼西、遼東，被烏桓、貊人攻擊將滅。 
等到河北平定时，吴漢與諸將奉着圖書，奉上帝號。六月己巳（7月22日），光武即位，想要根据谶语拜平狄将军孫鹹为大司马，众人都不高兴，于是下诏令众人推举，群臣推举的人选只有吳漢与景丹，光武帝以为吴汉有建策之功，又诛杀了苗曾、谢躬，功劳大，于是选定吴汉为大司马，景丹为骠骑大将军。七月壬午（8月28日），吴汉被拜為大司馬，改封为舞陽侯。

### 扫荡关东
此后，刘秀令吳漢与建義大將軍朱祜，廷尉岑彭，右將軍萬脩，執金吾賈復，驍騎將軍劉植，楊化將軍堅鐔，積射將軍侯進，偏將軍馮異、祭遵、王霸等十一將軍圍朱鮪於洛陽，时间达数月之久。九月辛卯（11月5日），朱鮪接受岑彭劝降，举城归附。
建武二年（公元26年）正月，吳漢率大司空王梁、建義大將軍朱祜、大將軍杜茂、執金吾賈復、揚化將軍堅鐔、偏將軍王霸、騎都尉劉隆、馬武、陰識一同在鄴東漳水上大破檀鄉賊，投降者达十餘萬人。正月庚辰（2月22日）分封諸位功臣為侯，光武帝派使者以璽書定封吳漢為廣平侯，食廣平、斥漳、曲周、廣年四縣。博士丁恭認爲梁侯鄧禹與廣平侯吳漢封地達四縣，違背強幹弱枝之理，不和法制，光武帝以“未嘗聞功臣地多而滅亡者”回復。
吳漢又率諸將攻击鄴西山賊黎伯卿等人，一直到了河內脩武，全数攻破各处屯兵。光武帝親自幸临慰劳。吴汉奉命進兵南陽，攻破宛、涅陽、酈、穰、新野各城，引兵南下，與秦豐戰于黃郵水上，大破敌军。吴汉御众不严，汉兵所过之处多有暴行，当时破虏将军邓奉受命归乡，见到吴汉掠夺家乡新野，怒而反叛，击破汉军，获取其辎重，屯聚淯陽，与董䜣等人联合。直到第二年夏天，汉军才得以击破叛军。
此后，吴汉又與偏將軍馮異击破昌城五樓賊張文等，接着又在新安攻打銅馬、五幡，都取得了胜利。
建武三年（公元27年），闰正月甲辰，吴汉跟随刘秀前往宜阳讨伐赤眉残部。同月丙午，赤眉残部奉上高皇帝璽綬，向刘秀投降。二月，吴汉率领建威大將軍耿弇、虎牙大將軍蓋延，在軹西击败并降伏青犢军。
四月，率领驃騎大將軍杜茂、強弩將軍陳俊等七位将领，在广乐围攻蘇茂。割據梁國的軍閥刘永部下将领周建招聚十多万人，赶来救援广乐。吴汉率轻骑迎击敌军，作战失利，吴汉落马膝盖受伤回营，周建于是带兵入城。众将向吴汉陈说道：“大敌当前，而您受伤卧床，众军将恐慌不已。”于是，吴汉带伤而起，犒劳士兵，鼓舞士气，军心大振。第二天，周建、苏茂出兵围攻吴汉，吴汉令黃頭吳河等四部精兵与烏桓突騎三千餘人进兵。周建部队溃败，逃回城中，吴汉率军长驱追击，争门并入，大破敌军，苏茂、周建逃走。破城后，吴汉留杜茂、陳俊等守廣樂，自己率领部队协助蓋延圍劉永於睢陽。七月，睢阳城中食尽，刘永与苏茂、周建逃往酂，路上被慶吾所杀，二城全部投降。
建武四年（公元28年），吴汉又率陳俊及前將軍王梁，於臨平擊破五校賊，追击至東郡箕山，大破敌军。之后向北攻击清河長直及平原五里賊，全部平定。当时，鬲縣五姓共同逐出守长，据城反叛，众将争相意图讨伐他们，吴汉不肯听从，并下令：“使鬲反者，皆守長罪也。敢輕冒進兵者斬。”于是派人传檄于郡中，令人将守长下狱，派人向城中致歉。五姓大喜，一同归降。众将于是钦服：“不战而下城，非常人所能及。”當時泰山豪傑多與張步聯合，吳漢於是推薦強駑大將軍陳俊為泰山太守，擊破張步的軍隊，平定泰山。建武五年（公元29年）二月，吳漢率建威大將軍耿弇、漢忠將軍王常等在平原击破并降伏了富平、獲索賊。
三月，平狄将军龐萌反叛，殺楚郡太守孫萌而往东归附董憲。六月，秦豐投降朱祜，吳漢彈劾朱祜不聽詔命，接受秦豐降。劉秀僅誅殺秦豐，而不怪罪朱祜。龐萌、蘇茂围困桃城，刘秀亲往作战，吴汉此时在东郡，受到征召前来支援，大破敌军。龐萌、蘇茂、佼彊在晚上棄輜重逃跑。董憲于是给劉紆數萬兵马驻扎在昌慮，而自己率领銳卒在新陽据守，结果被吴汉击败，只得逃回昌慮。吴汉进守，董憲十分恐惧，召集五校军残部驻扎在建阳，刘秀坚守不战，五校军粮尽而散，于是刘秀趁机围攻董憲，战斗三日，大破敌军。八月，吳漢受命追擊，佼彊率领部众投降，蘇茂投奔張步，董憲及龐萌逃入繒山后被手下迎入郯城。不久，吳漢攻克郯，劉紆手下士兵高扈斩劉紆之首归降，梁地全部被平定。吴汉接着圍困董憲、龐萌於朐。建武六年（公元30年）春，城中粮尽，董憲、龐萌暗中逃出，但遭到瑯邪太守陳俊的攻击而逃亡泽中。二月，吴汉攻克朐，董憲因妻子儿女被擒而意图投降，但却在方與被吴汉的校尉韓湛所斩杀。山东自此彻底平定，吴汉率部回京。

### 鎮守長安
五月，隗囂反叛，吴汉受命镇守长安。同年，卢芳反叛，之后吴汉与驃騎大將軍杜茂多次进攻卢芳，都未能取胜。
建武八年（公元32年），光武帝亲征隗囂，吳漢与征南大將軍岑彭将隗囂圍困在西城。吴汉不听光武帝劝告，不肯遣散部队，执意进攻，结果粮食紧缺，部众逃亡。
十一月，岑彭壅谷水灌西城，水还没淹没城池一丈高，隗囂将领行巡、周宗就已带着蜀地公孫述的援军前来，于是岑彭殿后，吴汉等将领全军撤回。
建武九年（公元33年）六月，率橫野大將軍王常、建義大將軍朱祜、討虜將軍王霸、破奸將軍侯進四将軍，撃盧芳将领賈覽、閔堪於高柳，匈奴派骑兵援助卢芳，吴汉车队遇见雨天，战斗不利，退还洛阳。
建武十年（公元34年）正月，吴汉再次与王霸、王常、朱祜、侯進等率六万大军前往高柳，进攻賈览，匈奴左南將軍將數千騎前往支援賈览，被王霸等在平城击败。之后还军雁門，與驃騎大將軍杜茂一起进攻盧芳将领尹由於崞、繁畤，但未能取胜。

### 受命征蜀
建武十一年（公元35年）春閏月，吴汉统领征南大將軍岑彭及誅虜將軍劉隆、輔威將軍臧宮、驍騎將軍劉歆，率舟师进討蜀地公孫述。吳漢和岑彭關於是否需要遣散棹卒產生了爭執，光武帝認爲吳漢不懂水戰，令岑彭統率水軍，負責荊門戰事。岑彭率劉隆、臧宮、劉歆三將軍攻破荊門，長驅进入江關，吴漢留守夷陵，裝露橈船，率领南陽兵和刑募士三萬人溯江而上。十月，岑彭為刺客所殺，吴漢因而統括全軍。
建武十二年（公元36年）正月，和魏黨、公孫永於魚涪津作战，大破敌军，圍困武陽，并全歼公孙述的子婿史興的五千援军并将其斩杀。吴汉进入犍为地界，攻克广都，派遣輕騎烧毁成都市橋，武陽以東的各个小城都投降汉军。
九月，吴汉不听光武帝不要轻敌、坚守广都的诏令，乘胜率领两万人进逼成都，扎营江北，离城十余里，让副将武威將軍刘尚率万余人在江南扎营，相离二十余里。光武帝听说后，连忙下诏责备吴汉，诏书未至，已被公孙述的大司徒謝豐、执金吾袁吉击败围困。吴汉召集将士，鼓舞士气，闭门三日，突围而出。斩杀謝豐、袁吉。吴汉退回广都，留下刘尚拒敌，上表自责。
之后吴汉在成都、广都间与敌军作战，八战八胜。公孙述问计于延岑，延岑提议广散财物，于是召集死士五千余人，和延岑在市桥伪建旗帜，向吴汉挑战，而自己率兵袭击吴汉军队之后。吴汉落水，用手抓住马尾巴才得以逃出。
十一月，汉军粮草所剩不多，吴汉想准备船只退兵，但被蜀郡太守张堪劝止。戊寅（12月24日），輔威將軍臧宮军队赶到咸門，延岑与臧宮作战从早到晚，连赢三合但士兵无法吃饭，吳漢趁其疲惫突击，派遣護軍高午、唐邯率领數萬銳卒攻击公孙述军。公孙述被高午刺中胸口落马，于是将兵马转交延岑，当夜伤重去世。次日早晨，延岑投降。
辛巳（12月27日），成都被攻陷，张堪先入城中，撿閱庫藏，秋毫無私，慰撫吏民，随即吳漢部队进入屠成都，放兵大掠，焚毀公孫述的宮室，並夷灭公孙述和延岑宗族。劉秀得知後发怒，下詔譴責吴汉。

### 安度晚年
建武十三年（公元37年）正月，吴汉率兵沿江而下，抵达宛，詔令吴汉過家上冢，并賜谷二萬斛。四月，吴汉返回京师，光武帝大饗將士、班勞策勳。
建武十五年（公元39年），吴汉率揚武將軍馬成、捕虜將軍馬武北擊匈奴，迁雁門、代郡、上谷等地六萬餘人于居庸、常山關以東。之前，吴汉平蜀后，上书请求分封皇子，光武帝未答应，之后连连上书，直到三月，光武帝召集群臣商议此事，才下诏同意。
建武十八年（公元42年）二月，蜀郡守將史歆在成都谋反，自稱大司馬，攻击太守張穆，張穆逾城逃往廣都，史歆于是向各郡縣发檄文，宕渠人楊偉、朐䏰人徐容等各自起兵各數千人响应。光武帝认为史歆过去曾担任岑彭的護軍，通晓兵事，于是派遣吴漢率武威將軍劉尚及太中大夫臧宮带领萬餘人征讨。吴汉入武都，征发廣漢、巴、蜀三郡兵圍成都，过了百餘日。七月，成都城破，誅杀史歆等人。吴汉于是乘竹筏沿江攻克巴郡，楊偉、徐容等感到恐惧，解散部众，吴汉誅杀渠帥二百餘人，迁徙黨與數百家於南郡、長沙后归還。
建武二十年（公元44年），吴汉病重，光武帝親臨探視，問他有什麼話要說。吳漢答︰“臣愚無所知，唯願陛下慎無赦而已。”五月辛亥（6月18日），吴汉病死，下诏悼念，賜謚曰忠侯，“送葬如大将军霍光故事”。

## 评价
吳漢作為東漢開國核心將領，先勸漁陽太守彭寵歸附劉秀，後於無終誅殺幽州牧苗曾，助劉秀掌控十郡突騎，奠定其河北基業。又率軍平定劉永、董憲等山東割據勢力，晚年統兵滅公孫述，功勛卓著，位列「雲臺二十八將」第二位。
吳漢性格質樸剛毅，臨危不亂。戰場上面對劣勢時「意氣自若」，整修戰具激勵士卒，被劉秀贊爲「差強人意，隱若一敵國」；平日「斤斤謹質」不貪權財，無終奪軍后主動獻上兵簿，受命出征時「朝受詔，夕即引道」，從不延宕備戰。其清廉自律尤顯，曾嚴斥妻子購置田宅，將家產盡分族人，稱「軍師在外，吏士不足，何多買田宅乎！」
- 刘秀：“吴公差强人意，隐若一敌国矣。”

- 范曄《后汉书》：“吳漢自建武世，常居上公之位，終始倚愛之親，諒由質簡而強力也。子曰『剛毅木訥近仁』，斯豈漢之方乎！昔陳平智有餘以見疑，周勃資樸忠而見信。夫仁義不足以相懷，則智者以有餘為疑，而樸者以不足取信矣。”

- 朱熹：“古之名将能立功名者，皆是谨重周密，乃能有成。如吴汉、朱然终日钦钦，常如对陈。须学这样底，方可。”[27]

但吳漢治軍不嚴，曾在新野劫掠導致鄧奉反叛；攻陷成都後更縱兵屠城，遭劉秀斥責。後世常引此事為戒，如曹魏征西將軍鄧艾滅蜀漢時，特向蜀地士大夫自詡：「諸君賴遭某，故得有今日耳。若遇吳漢之徒，已殄滅矣。」強調其未效吳漢劫掠之舉。
吳漢臨終前上言「慎無赦」，為後世反對赦免或濫赦者所稱道。東漢政論家王符《潛夫論·述赦》反對赦免，引此為例。又蜀漢諸葛亮為少赦自辯，也援引吳漢為正面例子：「治世以大德，不以小惠。匡衡、吳漢皆不願有赦。先帝亦言：吾周旋陳元方、鄭康成間，每見啟告，治亂之道備矣，曾不語赦也。若景升、季玉父子，歲歲赦宥，何益於治？」（《華陽國志》）

## 家族
|             |             |             |             |             |             |  |  |               |               |               |               |               |               |  |  |             |             |             |             |             |             |  |  |  |  |  |  |  |  |  |  |  |  |  |  |  |  |  |  |
|             |             |             |             |             |             |  |  |               |               |               |               |               |               |  |  |             |             |             |             |             |             |  |  |  |  |  |  |  |  |  |  |  |  |  |  |  |  |  |  |
| 吴尉        | 吴尉        | 吴尉        | 吴尉        | 吴尉        | 吴尉        |  |  | 广平忠侯 吴汉 | 广平忠侯 吴汉 | 广平忠侯 吴汉 | 广平忠侯 吴汉 | 广平忠侯 吴汉 | 广平忠侯 吴汉 |  |  | 褒亲侯 吴翕 | 褒亲侯 吴翕 | 褒亲侯 吴翕 | 褒亲侯 吴翕 | 褒亲侯 吴翕 | 褒亲侯 吴翕 |  |  |  |  |  |  |  |  |  |  |  |  |  |  |  |  |  |  |
| 吴尉        | 吴尉        | 吴尉        | 吴尉        | 吴尉        | 吴尉        |  |  | 广平忠侯 吴汉 | 广平忠侯 吴汉 | 广平忠侯 吴汉 | 广平忠侯 吴汉 | 广平忠侯 吴汉 | 广平忠侯 吴汉 |  |  | 褒亲侯 吴翕 | 褒亲侯 吴翕 | 褒亲侯 吴翕 | 褒亲侯 吴翕 | 褒亲侯 吴翕 | 褒亲侯 吴翕 |  |  |  |  |  |  |  |  |  |  |  |  |  |  |  |  |  |  |
|             |             |             |             |             |             |  |  |               |               |               |               |               |               |  |  |             |             |             |             |             |             |  |  |  |  |  |  |  |  |  |  |  |  |  |  |  |  |  |  |
| 安阳侯 吴彤 | 安阳侯 吴彤 | 安阳侯 吴彤 | 安阳侯 吴彤 | 安阳侯 吴彤 | 安阳侯 吴彤 |  |  | 广平哀侯 吴成 | 广平哀侯 吴成 | 广平哀侯 吴成 | 广平哀侯 吴成 | 广平哀侯 吴成 | 广平哀侯 吴成 |  |  | 新蔡侯 吴国 | 新蔡侯 吴国 | 新蔡侯 吴国 | 新蔡侯 吴国 | 新蔡侯 吴国 | 新蔡侯 吴国 |  |  |  |  |  |  |  |  |  |  |  |  |  |  |  |  |  |  |
| 安阳侯 吴彤 | 安阳侯 吴彤 | 安阳侯 吴彤 | 安阳侯 吴彤 | 安阳侯 吴彤 | 安阳侯 吴彤 |  |  | 广平哀侯 吴成 | 广平哀侯 吴成 | 广平哀侯 吴成 | 广平哀侯 吴成 | 广平哀侯 吴成 | 广平哀侯 吴成 |  |  | 新蔡侯 吴国 | 新蔡侯 吴国 | 新蔡侯 吴国 | 新蔡侯 吴国 | 新蔡侯 吴国 | 新蔡侯 吴国 |  |  |  |  |  |  |  |  |  |  |  |  |  |  |  |  |  |  |
|             |             |             |             |             |             |  |  |               |               |               |               |               |               |  |  |             |             |             |             |             |             |  |  |  |  |  |  |  |  |  |  |  |  |  |  |  |  |  |  |
|             |             |             |             |             |             |  |  | 灈阳侯 吳旦   | 灈阳侯 吳旦   | 灈阳侯 吳旦   | 灈阳侯 吳旦   | 灈阳侯 吳旦   | 灈阳侯 吳旦   |  |  | 平春侯 吴盱 | 平春侯 吴盱 | 平春侯 吴盱 | 平春侯 吴盱 | 平春侯 吴盱 | 平春侯 吴盱 |  |  |  |  |  |  |  |  |  |  |  |  |  |  |  |  |  |  |
|             |             |             |             |             |             |  |  | 灈阳侯 吳旦   | 灈阳侯 吳旦   | 灈阳侯 吳旦   | 灈阳侯 吳旦   | 灈阳侯 吳旦   | 灈阳侯 吳旦   |  |  | 平春侯 吴盱 | 平春侯 吴盱 | 平春侯 吴盱 | 平春侯 吴盱 | 平春侯 吴盱 | 平春侯 吴盱 |  |  |  |  |  |  |  |  |  |  |  |  |  |  |  |  |  |  |
|             |             |             |             |             |             |  |  |               |               |               |               |               |               |  |  | 平春侯 吴胜 |             |             |             |             |             |  |  |  |  |  |  |  |  |  |  |  |  |  |  |  |  |  |  |

### 兄弟
- 吳尉：吳漢兄，從征時戰死，子吳彤被封為安陽侯。
- 吳翕：吳漢弟，因吳漢功劳巨大，受封褒親侯。

### 子侄
- 吳彤：吳漢之兄吳尉之子，封安陽侯。
- 吳成：吳漢之子，吳漢死後嗣廣平侯爵，后被奴所殺，谥哀。
- 吳國：吳成之弟，建武二十八（52年）年受封為新蔡侯[註 2]。

### 後裔
- 吳旦：吳成之子，建武二十八年（52年）受封為灈陽侯[註 3]，奉吳漢嗣，死後無子，國除。
- 吳盱：吳旦之弟，建武二十八年（52年）受封為築陽侯[註 4]，建初八年（83年）徙封平春侯，吳旦死後奉吳漢嗣。
- 吳勝：吳盱之子，吳盱死後，嗣平春侯。

## 相关

### 传说
- 民间传说中，认为云台二十八将上应二十八宿，而吳漢则对应亢金龙。

- 传统戏剧《吳漢殺妻》（又名《斬經堂》）记载吳漢為王莽駙馬，娶南宁公主王兰英（历史原型为王晔），官至潼關總兵。其母見到劉秀后，告知其父親因反對王莽而死的往事，勸其殺妻跟隨劉秀，吳漢進入經堂不忍下手，而其妻聽見原委后自殺而死，其母隨後同樣自盡，吳漢投奔劉秀而去。但這和史實相差甚大，邓拓曾证其伪[31]。1937年，联华影业公司曾经據此拍摄过戏曲片《斬經堂》。

### 影视
- 電視劇《秀麗江山之長歌行》中，蔡珩饰演吳漢。
- 戲曲電影《斬經堂》，周信芳飾演吳漢。

## 延伸阅读
[在维基数据编辑]
 《後漢書·卷18》，出自范晔《後漢書》
 《東觀漢記》
 在维基共享资源阅览影像

### 引用
1. ↑  《後漢書·王劉張李彭盧列傳第二》：鴻至薊，以寵、漢並鄉閭故人，相見歡甚，即拜寵偏將軍，行漁陽太守事，漢安樂令。
2. ↑  《後漢書·吳蓋陳臧列傳第八》：及王郎起，延與吳漢同謀歸光武。
3. ↑  《後漢書·朱景王杜馬劉傅堅馬列傳第十二》：為郡吏，太守彭寵以梁守狐奴令，與蓋延、吳漢俱將兵南及世祖於廣阿，拜偏將軍。
4. ↑  《後漢書·朱景王杜馬劉傅堅馬列傳第十二》：王郎起，丹與況共謀拒之。況使丹與子弇及寇恂等將兵南歸世祖。
5. ↑  《後漢書·鄧寇列傳第六》：況然之，乃遣恂到漁陽，結謀彭寵。恂還，至昌平，襲擊邯鄲使者，殺之，奪其軍，遂與況子弇等俱南及光武於廣阿。
6. ↑  《後漢書·耿弇列傳第九》：弇道聞光武在盧奴，乃馳北上謁，光武留署門下吏。
7. ↑  《後漢書·光武帝紀第一上》：軍中不見光武，或云已歿，諸將不知所為。吳漢曰：「卿曹努力！王兄子在南陽，何憂無主？」衆恐懼，數日乃定。
8. ↑  《後漢書·光武帝紀第一上》：賊入漁陽，乃遣吳漢率耿弇、陳俊、馬武等十二將軍追戰于潞東，及平谷，大破滅之。
9. ↑  《後漢書·耿弇列傳第九》：光武還薊，復遣弇與吳漢、景丹、蓋延、朱祐、邳彤、耿純、劉植、岑彭、祭遵、堅鐔、王霸、陳俊、馬武十三將軍，追賊至潞東，及平谷，再戰，斬首萬三千餘級，遂窮追於右北平無終、土垠之間，至俊靡而還。
10. ↑  《後漢書·朱景王杜馬劉傅堅馬列傳第十二》：世祖即位，以讖文用平狄將軍孫鹹行大司馬，眾威不悅。詔舉可為大司馬者，群臣所推惟吳漢及丹。帝曰：『景將軍北州大將，是其人也。然吳將軍有建大策之勛，又誅苗幽州、謝尚書，其功大。舊制驃騎將軍官與大司馬相兼也。』乃以吳漢為大司馬，而拜丹為驃騎大將軍。
11. ↑  《後漢書·馮岑賈列傳第七》：與大司馬吳漢，大司空王梁，建義大將軍朱祜，右將軍萬脩，執金吾賈復，驍騎將軍劉植，楊化將軍堅鐔，積射將軍侯進，偏將軍馮異、祭遵、王霸等，圍洛陽數月。朱鮪等堅守不肯下。
12. ↑  《後漢書·馮岑賈列傳第七》：時，破虜將軍鄧奉謁歸新野，怒吳漢掠其鄉里，遂反，擊破漢軍，獲其輜重，屯據淯陽，與諸賊合從。
13. ↑  《後漢書·王劉張李彭盧列傳第二》：於是遣大司馬吳漢等圍蘇茂於廣樂，周建率眾救茂，茂、建戰敗，棄城復還湖陵，而睢陽人反城迎永。吳漢與蓋延等合軍圍之，城中食盡，永與茂、建走酂。諸將追急，永將慶吾斬永首降，封吾為列侯。
14. ↑  《後漢書·王劉張李彭盧列傳第二》：時吳漢等在東郡，馳使召之。萌等乃悉兵攻城，二十餘日，眾疲困而不能下。及吳漢與諸將到，乃率眾軍進桃戰，而帝親自搏戰，大破之。萌、茂、彊夜棄輜重逃奔，董憲乃與劉紆悉其兵數萬人屯昌慮，自將銳卒拒新陽。帝先遣吳漢擊破之，憲走還昌慮。漢進守之，憲恐，乃招誘五校餘賊步騎數千人屯建陽，去昌慮三十里。
15. ↑  《後漢書·王劉張李彭盧列傳第二》：帝王蕃，去憲所百餘里。諸將請進，帝不聽，知五校乏食當退，敕各堅壁以待其敝。頃之，五校糧盡，果引去。帝乃親臨，四面攻憲，三日，復大破之，眾皆奔散。遣吳漢追擊之，佼彊將其眾降，蘇茂奔張步，憲及龐萌走入繒山。數日，吏士聞憲尚在，復往往相聚，得數百騎，迎憲入郯城。吳漢等復攻拔郯，憲與龐萌走保朐。劉紆不知所歸，軍士高扈斬其首降，梁地悉平。
16. ↑  《後漢書·王劉張李彭盧列傳第二》：吳漢進圍朐。明年，城中谷盡，憲、萌潛出，襲取贛榆，瑯邪太守陳俊攻之，憲、萌走澤中。會吳漢下朐城，進盡獲其妻子。憲乃流涕謝其將士曰：『妻子皆已得矣。嗟乎！久苦諸卿。』乃將數十騎夜去，欲從間道歸降，而吳漢校尉韓湛追斬憲於方與，方與人黔陵亦斬萌，皆傳首洛陽。
17. ↑  《後漢書·王劉張李彭盧列傳第二》：後大司馬吳漢、驃騎大將軍杜茂數擊芳，並不克。
18. ↑  《後漢書·馮岑賈列傳第七》：彭遂壅谷水灌西城，城未沒丈餘，囂將行巡、周宗將蜀救兵到，囂得出還冀。漢軍食盡，燒輜重，引兵下隴，延、弇亦相隨而退。囂出兵尾擊諸營，彭殿為後拒，故諸將能全師東歸。
19. ↑  《後漢書·銚期王霸祭遵列傳第十》：九年，霸與吳漢及橫野大將軍王常、建義大將軍朱祐、破奸將軍侯進等五萬餘人，擊盧芳將賈覽、閔堪於高柳。匈奴遣騎助芳，漢車遇雨，戰不利。吳漢還洛陽，令朱祐屯常山，王常屯涿郡，侯進屯漁陽。
20. ↑  《後漢書·銚期王霸祭遵列傳第十》：明年，霸復與吳漢等四將軍六萬人出高柳擊賈覽，詔霸與漁陽太守陳欣將兵為諸軍鋒。匈奴左南將軍將數千騎救覽，霸等連戰於平城下，破之，追出塞，斬首數百級。霸及諸將還入鴈門，與驃騎大將軍杜茂會攻盧芳將尹由於崞、繁畤，不克。
21. ↑  《後漢書·馮岑賈列傳第七》：吳漢以三郡棹卒多費糧谷，欲罷之。彭以蜀兵盛，不可遣，上書言狀。帝報彭曰：『大司馬習用步騎，不曉水戰，荊門之事，一由征南公為重而已。』
22. ↑  《後漢書·隗囂公孫述列傳第三》：述謂延岑曰：『事當奈何！』岑曰：『男兒當死中求生，可坐窮乎！財物易聚耳，不宜有愛。』述乃悉散金帛，募敢死士五千餘人，以配岑於市橋，偽建旗幟，鳴鼓挑戰，而潛遣奇兵出吳漢軍後，襲擊破漢。漢墮水，緣馬尾得出。
23. ↑  《後漢書·郭杜孔張廉王蘇羊賈陸列傳第二十一》：時漢軍餘七日糧，陰具船欲遁去。堪聞之，馳往見漢，說述必敗，不宜退師之策。漢從之，乃示弱挑敵，述果自出，戰死城下。
24. ↑  《後漢書·隗囂公孫述列傳第三》：十一月，臧宮軍至咸門。述視占書，云『虜死城下』，大喜，謂漢等當之。乃自將數萬人攻漢，使延岑拒宮。大戰，岑三合三勝。自旦及日中，軍士不得食，並疲，漢因令壯士突之，述兵大亂，被刺洞胸，墮馬。左右輿入城。述以兵屬延岑，其夜死。明旦，岑降吳漢。
25. ↑  《後漢書·郭杜孔張廉王蘇羊賈陸列傳第二十一》：成都既拔，堪先入據其城，撿閱庫藏，收其珍寶，悉條列上言，秋毫無私。慰撫吏民，蜀人大悅。
26. ↑  《後漢書·隗囂公孫述列傳第三》：明旦，岑降吳漢。乃夷述妻子，盡滅公孫氏，并族延岑。遂放兵大掠，焚述宮室。帝聞之怒，以譴漢。
27. ↑  《朱子语类·历代二》：古之名将能立功名者，皆是谨重周密，乃能有成。如吴汉朱然终日钦钦，常如对陈。须学这样底，方可。
28. ↑  《三國志·魏書·王毌丘諸葛鄧鍾傳》：艾深自矜伐，謂蜀士大夫曰：「諸君賴遭某，故得有今日耳。若遇吳漢之徒，已殄滅矣。」
29. ↑  《潛夫論·述赦》：昔大司馬吳漢老病將卒，世祖問以遺戒。對曰：「臣愚不智，不足以知治，慎無赦而已矣。」夫方以類聚，物以群分，人之情皆見乎辭。故諸言不當赦者，非修身修行，則必憂哀謹慎，而嫉毒奸惡者也。諸利數赦者，非不達赦務，則交內懷隱憂，有願為者也。
30. ↑  《華陽國志·劉後主志》：初，丞相亮時，有言公惜赦者。亮曰：「治世以大德，不以小惠。故匡衡、吳漢不願為赦。先帝亦言：吾周旋陳元方、鄭康成間，每見啟告，治亂之道備矣，曾不語赦也。若景升、季王父子，歲歲赦宥，何益於治？」
31. ↑  邓拓. . 北京出版社. 1962 （中文）.